# حقبة الزركوني
حقبة الزركوني (باللاتينية: Zirconian) هي الحقبة الثاني والأحدث من الدهر الجهنمي وفقًا لاقتراح إعادة تصنيف عصر ما قبل الكمبري. واستمر {{مدة فترة}}: خطأ! لم يتم التعرف على الفترة المدخلة! قد يكون بسبب خطأ إملائي أو أنها غير موجودة في قالب:فترة تالية أو قالب:بداية فترة أو قالب:Period translator..

## أصل الاسم
الاسم الزركوني مشتق من معدن الزركون، المادة الوحيدة التي انتقلت جيولوجيًا من هذه الفترة المبكرة من الزمن في صورة فتات الزركون. ويوجد اسم آخر بديل لهذه الحقبة وهو جاك هيلسيان، نسبة إلى مرتفعات جاك في أستراليا الغربية، التي يتواجد بها أقدم زركون حطامي.

## التعريف الحدي
يأتي بعد الزركوني حقبة الفوضوي، الذي يبدأ كرونومتريا عند 4,404 مليون سنة مضت. وهذا يتوافق مع عمر أول ظهور للزركون في مرتفعات جاك في أستراليا الغربية. ونهايته ببداية الدهر السحيق وفترته الأولى الاكاستي، مع ظهور أقدم صخرة منذ 4,030 مليون سنة مضت.